# Vincent Bolloré
Pour les articles homonymes, voir Bolloré (homonymie).
Vincent Bolloré, né le 1er avril 1952 à Boulogne-Billancourt (Seine), est un industriel, homme d'affaires, propriétaire de médias et milliardaire français. Il est l'actionnaire majoritaire du groupe Bolloré et actionnaire d'Universal Music Group, ainsi que l'ancien président du conseil de surveillance de Vivendi et du groupe Canal+.
En avril 2025, le magazine Forbes le classe 260e fortune mondiale et 11e française avec 10,3 milliards de dollars.
L'influence de Vincent Bolloré dans le paysage médiatique français est controversée en raison de virages vers l'extrême droite qu'ont suivis des titres médiatiques après leur acquisition, ses détracteurs l'accusant de les utiliser afin de répandre et banaliser des discours réactionnaires et complotistes, ainsi que de bafouer les règles d'indépendance des rédactions.
Vincent Bolloré intente à plusieurs reprises des procès de diffamation, souvent infructueux et abusifs, contre des critiques.

## Biographie

### Famille
La famille Bolloré est une famille d'ancienne bourgeoisie, issue de René Bolloré (1760-1826), syndic des marins de Locmaria-Quimper sous l'Ancien Régime, souche d'une lignée d'industriels bretons.
Vincent Bolloré est le fils de l'industriel Michel Bolloré et de Monique Follot, fille de l'aviateur et industriel Henri Follot et de Nicole Goldschmidt. L'amitié de sa grand-mère maternelle Nicole Goldsmith pour Edmond de Rothschild et les parents d'Antoine Bernheim, lui-même très proche de la tante de Vincent Bolloré, expliquerait selon le magazine Le Point « pourquoi ces « bonnes fées » de l'establishment financier se sont intéressées de très près au destin du jeune héritier ».
Son père, l'industriel Michel Bolloré, dirige les papeteries Bolloré. Il étudie au lycée Janson-de-Sailly. Il y fréquente notamment Antoine Bernheim, qui travaillera ensuite avec son fils Vincent comme banquier. Michel Bolloré est un des amis de Georges Pompidou, qui fréquente les Bolloré et part en vacances avec eux,.
Vincent Bolloré a trois sœurs (Chantal née en 1943, Françoise née en 1944 et Laurence née en 1948) ainsi qu'un frère (Michel-Yves Bolloré né en 1945).
Le neveu de Vincent Bolloré, Cédric de Bailliencourt, fils de sa sœur Chantal, est directeur financier du groupe Bolloré,. Il siège au conseil d'administration avec sa mère Chantal,. Sa femme, Marie-Pierre de Bailliencourt, dirige l'Institut Montaigne.
Le frère de Vincent Bolloré, Michel-Yves, est ingénieur en informatique, diplômé en 1969 de l'ENSEEIHT de Toulouse, maître ès sciences et docteur en gestion de l'Université Paris-Dauphine. Il est notamment le coauteur avec Olivier Bonnassies de l'essai Dieu, la science, les preuves sur les supposées preuves scientifiques de l'existence de Dieu. Fervent catholique, il est aussi membre de l'Opus Dei.
En 2003, Michel-Yves Bolloré achète la Forge du Creusot pour 800 000 euros via son entreprise France-Essor. Trois ans plus tard, en 2006, il la revend au Groupe Areva pour 170 millions d'euros. La Forge est par la suite accusée de produire des pièces non-conformes aux normes de sécurité des réacteurs nucléaires.
Avec sa première femme, Sophie Fossorier, Vincent Bolloré a quatre enfants :
- Sébastien Bolloré, né en 1978 - Il a longtemps vécu à l'étranger. Il est directeur général délégué de la Compagnie de l'Odet, holding de la famille Bolloré.
- Yannick Bolloré, né en 1980 - Président du conseil de surveillance de Vivendi depuis 2018. PDG du groupe de communication Havas.
- Cyrille Bolloré, né en 1985[14]- Nommé PDG du Groupe Bolloré à compter de mars 2019[15]. Il est considéré comme le principal héritier.
- Marie Bolloré, née en 1988 - Présidente de Blue Systems (services et solutions de mobilité électrique)[16].

Vincent Bolloré est le beau-frère de l'homme politique Gérard Longuet, qui a épousé Brigitte Fossorier, la sœur de sa femme Sophie.
Les enfants de Vincent Bolloré ont été scolarisés au lycée catholique privé Saint-Jean-de-Passy, situé dans le 16e arrondissement de Paris.[réf. souhaitée]
Son second fils, Yannick Bolloré, dirige le géant de la communication Havas. Yannick Bolloré a cofondé la société H2O Productions avec l'animateur Cyril Hanouna et les deux hommes sont réputés proches.
C'est le troisième fils, Cyrille, qui est désigné par son père pour lui succéder. En mars 2019, Cyrille Bolloré est nommé PDG du Groupe Bolloré. Bien qu'il ne soit plus en charge officiellement, Vincent Bolloré, reste cependant très présent dans la gestion.
Le couple Sophie Fossorier - Vincent Bolloré divorce en novembre 2004.
Vincent Bolloré se met alors en couple avec Florence Fossorier, une des sœurs de Sophie. Bolloré vit ensuite en union libre avec l'actrice et romancière Anaïs Jeanneret (ancienne compagne de Gérard Darmon et de Jean Drucker), dont il se sépare en 2014.

### Études
Vincent Bolloré a d'abord été scolarisé à l'établissement Gerson, école catholique privée du 16e arrondissement de Paris.
Dans sa classe de 8e se trouvait le futur homme d'affaires Martin Bouygues.
Il a terminé ses études secondaires au lycée Janson-de-Sailly. 
Il a fait des études supérieures à l'université Paris-Nanterre dont il est titulaire d'un DESS de droit des affaires  et d'un doctorat en droit,.

### Carrière
Vincent Bolloré commence sa carrière en 1970 à l'âge de 18 ans, à la banque de l'Union européenne industrielle et financière.
En 1975, une assemblée générale permet à Vincent Bolloré, âgé de 23 ans, et à son frère Michel-Yves de prendre le contrôle de l'entreprise à parité avec la Compagnie financière Edmond de Rothschild, tandis que Vincent devient directeur adjoint d'Edmond de Rothschild,,.

#### Années 1980
En 1981, Vincent Bolloré quitte le groupe Edmond de Rothschild, et avec son frère Michel-Yves Bolloré, ils récupèrent la part d'Edmond de Rothschild pour un franc symbolique chacun. La situation des papeteries Bolloré est déclarée mauvaise, mais il parvient à convaincre les employés de baisser leurs salaires de 30 % en échange du maintien des emplois.
Il recentre l'activité sur les sachets à thé, les papiers ultrafins, puis investit dans le secteur industriel des films plastiques ultrafins utilisés dans l'industrie des condensateurs. L'entreprise entre en bourse sous le nom de Bolloré Technologies en 1985.
En 1986, il rachète à Suez la société commerciale d'affrètement et de combustibles (SCAC), une acquisition qui pose les bases du développement en Afrique et dans le monde des activités de transports et logistique du groupe. Son Prix du Manager de l’année remis par le magazine Le Nouvel Économiste en 1987 et la relance du groupe familial lui valent le surnom de « Petit Prince du Cash Flow ».

#### Années 1990
En 1992, il investit dans la compagnie de transport maritime Delmas-Vieljeux qu'il fusionne avec la SCAC pour créer la SDV. Mais cet investissement ne sera pas porteur. À la suite d'une vague de privatisations imposées par les institutions financières internationales, il obtient la concession d’infrastructures en Afrique parmi lesquelles en 1995 la Société internationale de transport africain par rail (Sitarail), et en 1999 la Camrail, compagnie ferroviaire du Cameroun. Il prend le contrôle de la Banque Rivaud (1996). La galaxie Rivaud, le groupe en fait, est toujours dirigé par Édouard de Ribes. La Socfin (société financière) est toujours détenue par les actionnaires originaires. et il prend le contrôle total de SAGA (1997).
En 1998, Vincent Bolloré quitte le capital du groupe Bouygues un an après y être entré et empoche 240 millions d'euros de plus-value.

#### Années 2000
Il se lance dans les médias, la publicité et la communication dans les années 2000 qui deviendront un des piliers du groupe[Quoi ?]. Il prend une participation de 20 % dans le groupe français Havas en 2004 et de 25 % dans le britannique Aegis en 2005 (les parts Aegis seront revendues au japonais Dentsu en juillet 2012). Il lance la chaîne de télévision Direct 8 en 2005 et le quotidien gratuit Direct Matin en 2007.
Il dirige pendant un temps à partir de 2001 la banque d'investissement italienne Mediobanca, dont il restera actionnaire.
En 2002, il investit 160 millions d’euros dans le fabricant de tubes Vallourec et engrange une plus-value d'1,7 milliard d’euros trois ans plus tard.
En 2003, il détenait une participation de 4 % dans Paris-Orléans, alors holding de la maison Rothschild à Paris.

#### Années 2010

Carte de ports ouest-africains détenus ou exploités par le groupe Bolloré en 2021

En 2011, Vincent Bolloré obtient le marché de l'Autolib' à Paris ; cela lui permet de mettre en avant la batterie au lithium-métal-polymère produite par le groupe Bolloré. Il l'étendra à d'autres systèmes urbains, avec le système Bluecar, en particulier à Lyon et à Bordeaux en France, à Indianapolis aux États-Unis et à terme à de grandes métropoles asiatiques.
Après la revente des chaînes Direct 8 et Direct Star au Groupe Canal+ via un échange d'actions, il devient en 2012 le premier actionnaire de Vivendi. Le 24 juin 2014, il remplace Jean-René Fourtou en tant que président du conseil de surveillance de Vivendi.
En trente ans, Vincent Bolloré parvient à faire de l'entreprise Bolloré un conglomérat international, présent dans les secteurs du transport, de la logistique, du fret maritime (notamment la gestion de nombreux terminaux maritimes de conteneurs en Afrique), des médias et de la communication (Direct Matin, Canal+, Havas, Vivendi, institut de sondage CSA), du stockage de l'électricité (batteries), des solutions de mobilité (Autolib, Bluebus…), de l’agriculture (participations dans de nombreuses plantations d'huile de palme en Afrique, notamment au Cameroun, vin en France). Par le biais de ses activités, en 2018 son groupe est présent dans 127 pays, emploie 81 000 personnes et réalise 23 milliards d'euros de chiffres d'affaires. Ses activités en Afrique font l'objet de vives critiques depuis les années 2000,,.
En 2018, il cède la présidence du conseil de surveillance de Vivendi à son fils Yannick, âgé de 41 ans, puis, en mars 2019, la présidence du groupe à son troisième fils Cyrille, âgé de 33 ans.

##### À la tête du groupe Canal+
Début juillet 2015, une rumeur apparaît selon laquelle Vincent Bolloré souhaiterait supprimer l'émission culte de Canal+, Les Guignols de l'info, en raison de l'irrévérence du programme et de l'abus de dérision,. D'autres médias affirment qu'il s'agit d'une décision politicienne ayant pour but de favoriser Nicolas Sarkozy dans l'élection présidentielle de 2017,,.
Fin juillet 2015, il interdit personnellement la diffusion par Canal+ du documentaire Évasion fiscale, une affaire française, prévue dans l'émission Spécial Investigation et consacrée à des pratiques d'encouragement de la fraude fiscale qu'organiserait une filiale du Crédit mutuel, la banque Pasche, basée à Monaco. Le site Mediapart accuse l'affaire d'être « inédite dans l'histoire de Canal+ » et met en cause les liens d'amitié entre Vincent Bolloré et Michel Lucas, le patron du Crédit Mutuel, ainsi que les liens d'affaires entre le Crédit Mutuel et Vivendi. Selon la version de Vincent Bolloré, ce reportage a été déprogrammé parce que les informations étaient déjà sorties dans Mediapart ; il assure par ailleurs n'être pas intervenu pour déprogrammer ce reportage. Selon lui, cette histoire aurait surtout été utilisée par certains membres de Canal+ pour éviter la diète budgétaire qu’il a appliquée à la chaîne.
Le 3 septembre 2015, Vincent Bolloré, déjà à la tête du conseil de surveillance de Vivendi, prend également la tête de celui de sa filiale Canal+ en tant qu'actionnaire majoritaire de Vivendi. Bertrand Meheut, le président du directoire de Canal+ depuis treize ans, est remplacé par Jean-Christophe Thiery, président de Bolloré Media et fidèle de Vincent Bolloré. Le 24 septembre 2015, le Conseil supérieur de l’audiovisuel (CSA) auditionne Vincent Bolloré pour qu'il s'explique sur sa stratégie et les limogeages opérés à la tête de Canal+. L’homme d’affaires s'engage alors à créer un comité d'éthique au sein de Canal+ qui, sous la surveillance du CSA, sera chargé de « garantir l'indépendance éditoriale comme celle de l'information ». Vincent Bolloré aura besoin de l'aval du CSA s'il veut supprimer les tranches de programmes en clair et rebaptiser I-Télé, D8 et D17 (futurs CNews, C8 et CStar).
Le 12 février 2016, le rédacteur en chef adjoint de Spécial Investigation, Jean-Baptiste Rivoire, confie sur le plateau d’arretsurimages.net que plusieurs propositions d’enquêtes ont été refusées par la direction de la chaîne. Selon lui, la direction a fait savoir qu’elle tenait « avant tout à défendre les intérêts du groupe Canal et estime qu’il est préférable d’éviter certaines attaques frontales ou polémiques à l’encontre des partenaires actuels ou futurs du groupe ». Il indique également que Vincent Bolloré s’est exprimé sur cette censure le 3 septembre 2015 lors du comité d’entreprise de Canal+ : « Il a assumé en disant : "Ce n’est pas de la censure, c’est de la connerie. (…) Il ne faut pas embêter les partenaires du groupe, attaquer la BNP ou le Crédit Mutuel, c’est débile" ». Ces propos figureraient dans le compte-rendu écrit du CE.
En avril 2015, l'émission Complément d'enquête sur France 2 publie un portrait de Vincent Bolloré intitulé « Vincent Bolloré, un ami qui vous veut du bien ? », extrêmement critique sur l'homme d'affaires. Informé du contenu du reportage en amont par Ramzi Khiroun, Bolloré est aidé par Nicolas Sarkozy pour sa communication de crise.
En juin 2016, selon Le Figaro, le bilan de Vincent Bolloré à la tête de Canal+ divise les médias. Pour certains, il a sauvé la chaîne qui était au bord de la faillite avant son arrivée. Pour d'autres, c'est un fiasco, notamment au niveau de l'indépendance des médias et de la liberté d'expression. En effet de nombreuses émissions d'enquête ont été déprogrammées, au profit d'émissions de divertissement, une technique souvent utilisée par les oligarques, comme le dénonce Reporters sans frontières dans son dernier rapport. Ses détracteurs rappellent la purge subie par Canal+, qui a vu le départ de plusieurs journalistes et présentateurs vedettes de la chaîne et la disparition de programmes emblématiques comme le Zapping ou Spécial Investigation.
Le magazine Marianne souligne que « sous le règne de Vincent Bolloré, l’alignement idéologique est un impératif catégorique pour qui souhaite conserver son emploi au sein de ce que Le Monde désigne comme « l’ORTF privé de droite ». À titre d’exemple, un an après la reprise en main très droitière d’Itélé par le milliardaire en 2016, 100 des 120 journalistes alors en postes avaient quitté la chaîne ».
Le 10 avril 2018, le conseil de surveillance du groupe Canal+ se réunit et acte un changement de direction. Vincent Bolloré prend du recul et laisse sa place de président du conseil de surveillance à Jean-Christophe Thiery. Au niveau opérationnel, les pleins pouvoirs sont donnés à Maxime Saada, nommé président du directoire du groupe.
En novembre 2020, l’humoriste Sébastien Thoen est licencié de Canal+ quelques jours après un sketch mis en ligne par Winamax parodiant l’émission L'Heure des pros diffusée sur CNews, une chaîne du groupe Canal+. Un mois plus tard, son ancien collègue Stéphane Guy est également licencié pour l'avoir soutenu à l'antenne de Canal+.

#### Années 2020
Vincent Bolloré prépare officiellement sa retraite pour février 2022, non sans alimenter des rumeurs de faux-départ. Désormais uniquement conseiller du groupe familial, il est toujours considéré comme incontournable dans le groupe et présenté comme à la manœuvre dans la prise de contrôle du groupe Lagardère,. C'est d'ailleurs lui qui, malgré un rôle officiel limité dans son groupe de médias, est convoqué par le Sénat pour s'expliquer devant une commission d'enquête concernant la concentration des médias.
En octobre 2021, Reporters sans frontières publie un documentaire de 15 minutes, intitulé Le Système B, dénonçant « ces atteintes répétées à la liberté de la presse et à l’indépendance des rédactions [qui] constituent une menace sans précédent pour la démocratie ». La forme de communication choisie par l'ONG, une première pour celle-ci, est destinée à « lancer un signal d’alarme, mais aussi de formuler des propositions afin que chacun prenne conscience des enjeux », et s'accompagne d'une série de recommandations envers le gouvernement, le Parlement, l'Autorité de la concurrence et le CSA. Vincent Bolloré y est décrit comme « un magnat de la presse qui manipule les rédactions à l'envi, qui licencie quand quelqu'un ne lui plaît pas, qui supprime des émissions et programmes et muselle les journalistes qui tenteraient d'enquêter sur lui » selon le magazine Slate.
En 2023, l'académicien Erik Orsenna publie Histoire d'un ogre, qui dépeint un portrait critique de Vincent Bolloré sous forme d'un conte, sans jamais le nommer, qualifiant l’ogre de « dangereux pour la démocratie ».
En 2025, un collectif panafricain pose plainte contre le groupe Bolloré, Vincent Bolloré et son fils Cyrille, pour corruption et blanchissement d'argent dans plusieurs concessions portuaires.

## Vie privée
Vincent Bolloré habite dans la Villa Montmorency, une résidence fermée du 16e arrondissement de Paris. Il possède également un manoir à Beg Meil (Bretagne) ainsi qu'une résidence à Saint-Tropez.
Vincent Bolloré est un catholique affirmé, décrit par certains médias comme traditionaliste,. Il a pour conseiller religieux un prêtre du diocèse de Paris, l'abbé Grimaud, qu'il a nommé directeur du Foyer Jean-Bosco, un foyer d'étudiants créé dans un ancien couvent du 16e arrondissement de Paris. Il est un mécène catholique actif, ayant soutenu financièrement de nombreux monastères, « souvent féminins ». Selon La Croix, il porte sur lui en permanence des images de saints catholiques (notamment Antoine de Padoue) ainsi qu'une médaille miraculeuse. Il serait particulièrement admiratif d'Yvonne-Aimée de Malestroit, mystique à laquelle on attribue le don de bilocation, au chevet de son grand-père René Bolloré à sa mort. Il est le propriétaire de la maison de la Brardière à La Chapelle-Viel dans l'Orne qui accueille depuis 1983 une fraternité religieuse inspirée par la mystique,. Dans le même lieu-dit se trouve la branche française de la Famille de Marie, financée par Vincent Bolloré depuis son implantation en 2008, dont le soutien a pris fin en 2022 quand la communauté a été placée sous la tutelle du Vatican en raison de ses graves dérives sectaires,.
Vincent Bolloré a la réputation de ne presque jamais boire d'alcool, même s'il investit dans ce domaine.
Il voue un culte à son oncle, Gwenn-Aël Bolloré, membre du commando Kieffer pendant le débarquement allié en Normandie. Il a affirmé à son biographe avoir le poids de 185 ans d'histoire sur ses épaules et qu'il n'est que le simple maillon d'une longue chaîne. Il affirme que l'une de ses profondes motivations est de maintenir la dynastie bretonne Bolloré.
Vincent Bolloré est propriétaire de l'île du Loc'h, plus grande île de l'archipel des Glénan. En 2024, une enquête de La Lettre révèle que Vincent Bolloré emploie comme garde pour son île le militant néonazi Marc de Cacqueray-Valménier,.

## Construction d'un empire médiatique conservateur et réactionnaire
Depuis quelques années, Vincent Bolloré se développe rapidement dans les médias, notamment via les chaines du Groupe Canal+ (C8, Canal+, CNews, CStar), l'éditeur Editis, les radios Europe 1 et RFM, ou encore Télé-Loisirs, Geo, Gala, Voici, Femme actuelle, Capital, Paris Match et Le Journal du dimanche. Il possède le Groupe Havas, géant mondial de la communication et est intéressé en 2021 par l'achat du Figaro et candidat en 2022 pour acheter M6. En janvier 2022, il investit dans Progressif Media.
Les journaux français évoquent une « bollorisation » des médias repris par Vincent Bolloré, c'est-à-dire un tournant conservateur vers l'extrême droite des lignes éditoriales après éviction des journalistes qui sont presque totalement remplacés,,. Un avis partagé par des journaux étrangers comme le New York Times ou le Financial Times.
Ce phénomène inquiète Reporters sans frontières, qui dénonce des « atteintes répétées à la liberté de la presse et à l’indépendance des rédactions constituent une menace sans précédent pour la démocratie » et les « procédures-bâillons » pour intimider judiciairement toute critique ou enquêtes sur les activités et les affaires du groupe de Vincent Bolloré. Il poursuit personnellement devant les tribunaux les journalistes de Basta !, Reporterre, Rue89, France Inter, Le Nouvel Obs, Mediapart, Les Inrockuptibles, Le Point, France 2, Le Monde diplomatique. Dans un communiqué conjoint, les rédactions de l'AFP, Libération, Le Figaro, L'Humanité et Les Échos dénoncent « des tentatives inacceptables de Vincent Bolloré » pour les « faire taire en essayant de ruiner financièrement les journalistes ».
Du fait de ses origines, Vincent Bolloré est proche des mouvances nationalistes bretonnes. Fervent catholique, il est partisan d'un catholicisme « identitaire » et traditionaliste, qu'il a tenu à relayer dans ses médias comme Direct 8, CNews ou Paris Match,.
Selon la journaliste Ariane Chemin, c'est François Hollande qui est la première personnalité politique à deviner chez Vincent Bolloré une ambition politique. Il la compare à la stratégie menée en Italie par Silvio Berlusconi, consistant à acheter les principaux médias populaires pour en faire des tribunes populistes. La différence tiendrait, toujours selon lui, au fait que, contrairement à Berlusconi ou Donald Trump aux États-Unis, Vincent Bolloré n'entre pas personnellement en politique (à la manière de l'Australien Rupert Murdoch) mais y soutient Éric Zemmour, « le candidat qui défend ses idées ».
Selon Le Monde en 2021, « Vincent Bolloré mobilise son empire médiatique pour peser sur la présidentielle. En quelques mois, le milliardaire breton a bâti un pôle réactionnaire qui s’étend de l’audiovisuel à l’édition. Avec comme fer de lance le polémiste vedette Éric Zemmour, dont les obsessions identitaires et anti-islam colonisent le débat public ». Pour Le Monde, avec Canal+, CNews, C8, Europe 1, Le Journal du dimanche (JDD) et Paris Match, Vincent Bolloré est devenu « une sorte de Rupert Murdoch français » à la tête d'un « ORTF privé de droite imaginé il y a des années avec son ami Nicolas Sarkozy ». Selon Le Monde, Vincent Bolloré « échange quotidiennement avec le candidat d’extrême droite ». Pour l’historien des médias Alexis Lévrier, le fait que l'émission Face à Baba de Cyril Hanouna sur C8 reçoive Éric Zemmour en décembre 2021, « dévoile les “deux virtualités du système Bolloré”, reposant sur un double socle : celui “du journalisme d’extrême droite classique” incarné par Éric Zemmour et celui de “l’horizontalité populiste” représenté par Cyril Hanouna ». Le format de l'émission, avec une « horizontalité qui donne la priorité au clash, permet la banalisation des idées d’extrême droite ». Selon la chercheuse au CNRS Claire Sécail, l’extrême droite est « surreprésentée » dans Touche pas à mon poste ! (TPMP) et « 40% du temps d’antenne politique de TPMP sur C8 a été consacré à Éric Zemmour ». « Et surtout sous le prisme de la victimisation », pour Alexis Lévrier qui pense que « s’ils ont échoué dans les urnes, Bolloré et Zemmour ont gagné une bataille médiatique » en imposant « un vocabulaire, des idées et un imaginaire xénophobes », telle l'idée complotiste du grand remplacement.
Le HuffPost qualifie Vincent Bolloré de « magnat des médias conservateurs », et pour l'Obs, Vincent Bolloré a bâti « un empire médiatique ultraconservateur ».
Soupçonné de vouloir peser sur l'élection présidentielle de 2022, en utilisant ses moyens et son influence sur les médias, pour faire avancer l'extrême droite, et en particulier Éric Zemmour, il est auditionné en janvier 2022 par une commission d’enquête du Sénat sur la concentration des médias. Vincent Bolloré assure que « son intérêt n’est pas politique, ni idéologique, mais purement économique » et affirme qu'il est « démocrate chrétien ». Déclaration contredite quelques jours plus tard par Éric Zemmour, qui répond « absolument » à la question que Vincent Bolloré « soit animé par un “sentiment de mission” au service de la France ». Selon Éric Zemmour, « ce que je sais, pour en avoir discuté avec lui, c’est que Vincent Bolloré est très conscient du danger de civilisation qui nous guette, du danger de remplacement de civilisation. Il veut léguer à ses enfants et à ses petits-enfants la France telle qu’on la lui a léguée. Moi, je préfère quelqu’un qui est patriote et qui veut défendre la France. Je lui rends hommage ».
Pour France Inter, Vincent Bolloré, « super influenceur », utilise souvent le même procédé : « Il entre au capital d’une société de façon amicale au départ, puis il rachète par petits bouts des actions, pour finalement prendre le contrôle de sa proie ». C'est la méthode qu'il a appliquée à Canal+, I-Télé devenu Cnews et Europe 1, où la « reprise en main éditoriale » s'est faite par le départ de la quasi-totalité des rédactions après des grèves, la suppression d'émissions phares et les renvois de rédacteurs en chef ou de journalistes qui ont déplu. Le contenu éditorial change avec « une forte présence » d'intervenants de droite, voire d'extrême-droite, et contribue à faire augmenter la notoriété d'un candidat à la présidentielle, Éric Zemmour « choisi sur CNews par Vincent Bolloré lui-même ». Vincent Bolloré utilise les procédures judiciaires comme « arme de prédilection » pour attaquer des anciens journalistes du groupe, des auteurs d'ouvrages l'analysant et même des particuliers dont un « pour avoir partagé sur son blog un article ».
Après près de deux ans de bataille avec la Commission européenne, il mène enfin à terme le rachat du groupe Lagardère (Le JDD, Paris Match) par son groupe Vivendi. Les clauses du rachat prévoient cependant la cession du groupe Editis, pour contenir et éviter un effet cluster dans le milieu de l’édition. D’après le milliardaire, le rachat serait en bonne voie, avec notamment une proposition d’achat venue de l’homme d’affaires tchèque Daniel Křetínský.
France Inter maintient pourtant ses craintes, « car la loi anti-trust de 1986 est aujourd’hui désuète, puisqu’elle n’empêche pas de cumuler radio, TV, livres et magazines », tout en relativisant la puissance de Vincent Bolloré en l’exposant comme « un nain face aux Gafam ».
En novembre 2024, à travers la Compagnie de l'Odet (actionnaire du groupe Canal+, de Lagardère News et de Prisma Media), Vincent Bolloré participe au rachat de l'École supérieure de journalisme de Paris avec un consortium d'entrepreneurs et de propriétaires de médias français. L'historien de la presse Alexis Lévrier indique qu'il s'agit pour lui de « former ses propres journalistes dans le cadre d’un projet idéologique global qui consiste à porter l’extrême droite à la tête de l’État ».
Une centaine d'organisations antifascistes mettent en place des journées d’actions pour « désarmer l’empire Bolloré » du 29 janvier au 2 février 2025 sur tout le territoire français contre la « fascisation de la France » par Bolloré et son enrichissement par le « pillage colonial »,,,.
En mars 2025, après le rapprochement des États-Unis avec la Russie, plusieurs médias du groupe Bolloré, notamment CNews, Le Journal du dimanche et Europe 1, adoptent une position favorable à la Russie,. La maison d'édition Fayard, propriété de Bolloré, publie également en février un livre de Xenia Fedorova, ex-présidente de RT, chaîne de propagande russe interdite en Europe depuis 2022. Un article publié par le JDD affirmant qu'Emmanuel Macron assumerait ouvertement la volonté d'effrayer la population française après avoir évoqué une « menace russe » lors d'un discours entraîne un démenti de la part de l'Élysée,,.

## Liens avec le monde politique
En 2007, il met son jet privé et son yacht personnel, le Paloma, à la disposition de Nicolas Sarkozy, tout juste élu président de la République française.

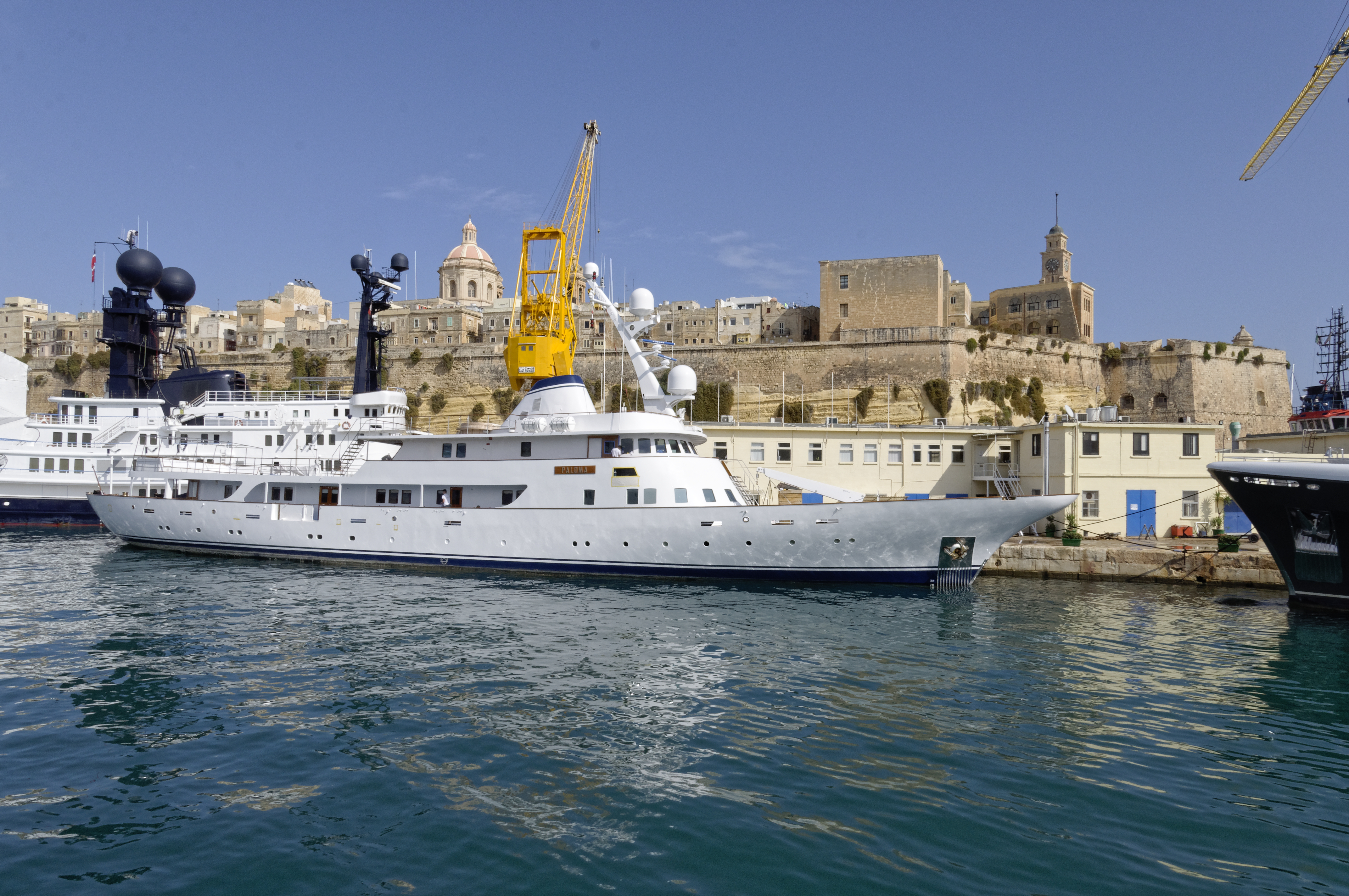
Le yacht Paloma.

De ce fait, ainsi que du rachat par le groupe Bolloré de la Société Française de Production (SFP), qui s'ajoute à son entrée dans le monde de l'édition, naissent, selon Libération, des controverses sur les commandes publiques de la SFP et sur les activités du groupe Bolloré en Afrique. Il se défend en expliquant que les Bolloré entretiennent depuis longtemps la tradition de recevoir des personnalités de tous bords et cite les exemples de Léon Blum, Mohammed V et Georges Pompidou.
En septembre 2013, il annonce qu'il votera pour Anne Hidalgo, candidate PS lors des élections municipales de 2014 à Paris, rendant en même temps hommage au maire sortant Bertrand Delanoë, lequel a permis la mise en place du service de voitures électriques Autolib', dont le groupe Bolloré est l'exploitant,.
Selon Le Monde, Vincent Bolloré s’intéressait jusque-là à la politique surtout lorsqu’elle servait ses intérêts financiers, mais il a évolué. En 2021, il a rencontré la quasi-totalité des prétendants de droite à la présidentielle, dont Bruno Retailleau, Laurent Wauquiez, Éric Ciotti, Michel Barnier, Valérie Pécresse et Xavier Bertrand. Il leur a expliqué que la France et ses « racines chrétiennes » sont en danger.
En décembre 2023, Le Monde documente l'ambition politique de Vincent Bolloré, qui se résumerait à un souhait d'une union entre la droite et l'extrême droite.
Selon L'Obs, le Rassemblement national et l'empire médiatique de Vincent Bolloré se rapprochent progressivement et partagent de plus en plus d'intérêts communs depuis la fin des élections présidentielles de 2022, après une relation marquée par plusieurs tensions de part et d'autre. Ce rapprochement serait notamment renforcé par les faibles scores électoraux successifs d'Éric Zemmour.
En 2024, Vincent Bolloré est accusé par plusieurs médias d'utiliser son empire médiatique pour promouvoir une alliance entre le Rassemblement national et Les Républicains, facilitant ainsi la montée de l'extrême droite en France,,. Selon Le Monde, il rencontre personnellement Éric Ciotti pour le convaincre de rejoindre le Rassemblement national. Vincent Bolloré crée sur Europe 1 l'émission On marche sur la tête animée par Cyril Hanouna pendant la campagne des élections législatives françaises de 2024, invitant principalement des personnalités proches de l'extrême droite. L'Arcom rappelle alors à Europe 1 ses obligations en matière de « pluralisme » et « d’honnêteté » concernant l’actualité électorale.
Vincent Bolloré emploie depuis janvier 2023, au sein d'une société de gardiennage assurant la sécurité d'une île bretonne qui lui appartient, le militant néonazi Marc de Cacqueray-Valmenier, chef de file du GUD, groupuscule d'extrême droite et impliqué dans deux affaires judiciaires pour violences,,.

## Affaires judiciaires

### Procédures judiciaires intentées contre les médias
En 2009, un reportage de Benoît Collombat, diffusé le 29 mars et intitulé Cameroun, l'empire noir de Vincent Bolloré, est relayé par le site Mediapart. Il aboutit à un procès en diffamation, lancé par le groupe Bolloré et partiellement gagné le 6 mai 2010 (Collombat n'étant condamné que sur un chef d'accusation, visant Vincent Bolloré). En mai 2019, le groupe Bolloré est débouté d'une plainte en diffamation par le tribunal correctionnel de Paris qui relaxe Benoît Collombat et Florence Sultan, attaqués pour un texte publié dans l'ouvrage collectif Informer n’est pas un délit, et présentant les procédures judiciaires précédentes visant Collombat. Le groupe est de surcroît condamné pour procédure abusive. Il forme un pourvoi en cassation. En juin 2021, la Cour de cassation annule la décision du tribunal correctionnel et ordonne un nouveau procès à la cour d'appel de Paris. Bolloré reconnaît que les faits sont plus graves que ce qui est rapporté par les journalistes : « Mais tout cela est complètement vrai. [rires] C’est même en dessous de la réalité ».
En avril 2016, Vincent Bolloré est débouté d'une plainte en diffamation contre le journal Bastamag, qui avait décrit des conditions des droits humains « catastrophiques » dans les plantations au Libéria où travaillent « des enfants de moins de 14 ans ». Le même mois, le site Mediapart publie un article sur la ruine de deux entrepreneurs camerounais, qui selon le site d'information a été provoquée par le groupe Bolloré. La journaliste Fanny Pigeaud et le directeur de la publication Edwy Plenel sont condamnés pour diffamation en première instance en janvier 2019, puis relaxés en appel en février 2021.
En novembre 2016, le groupe Bolloré porte plainte auprès du tribunal correctionnel de Nanterre contre France 2 et son journaliste Tristan Waleckx pour diffamation, après la première diffusion, le 7 avril 2016, dans le magazine Complément d'enquête sur la chaîne, d'un sujet s'intéressant au parcours de l'homme d'affaires et de son groupe. Le 5 juin 2018, le tribunal correctionnel de Nanterre relaxe France 2 et le journaliste, estimant que le documentaire n’était pas diffamatoire. Le documentaire avait auparavant été récompensé en 2017 par le Prix Albert-Londres du documentaire audiovisuel, pour sa rigueur et son audace.
Le 22 juillet 2016, le groupe Bolloré annonce qu’il réclame 50 millions d’euros à France 2 à la suite de la rediffusion par la chaîne, le 21 juillet 2016, du même portrait de Complément d’enquête consacré à l'homme d'affaires, car selon le groupe, celui-ci « porte atteinte à ses intérêts commerciaux »,. Selon le quotidien Le Monde, l’assignation en justice, portée devant le tribunal de commerce de Paris et non pas devant un tribunal correctionnel, met en évidence la volonté de Vincent Bolloré de défendre son image, sans contester la véracité des allégations portées contre lui dans le documentaire. Le 12 juin 2018, le groupe Bolloré est débouté par le tribunal de commerce de Paris. Le groupe Bolloré annonce par la suite qu'il fait appel de la décision.
En décembre 2017, Télérama révèle que Canal+ a assigné en justice France Télévisions le 11 janvier à la suite de l’arrivée sur France 2 de l'émission Vu, qui est considérée par Canal+ comme une « reprise parasitaire » du Zapping. Le groupe Canal+ réclamait 44 millions d’euros de dommages et intérêts à France TV,. L'affaire est jugée le 21 octobre 2019 et le Groupe Canal+ est totalement débouté.
Le 24 janvier 2018, plusieurs rédactions d'une vingtaine de médias français, des associations et des journalistes indépendants,, signent une tribune dénonçant les méthodes de Vincent Bolloré. Il est accusé de faire pression sur les médias, notamment lors d'enquêtes journalistiques sur les activités du groupe Bolloré en Afrique (poursuites judiciaires systématiques, suppression de campagnes publicitaires dans la presse via Havas, contrôlé par Vivendi, déprogrammation ou censure de plusieurs documentaires de Canal+),. Selon les auteurs de la tribune, à cette date, le groupe Bolloré a une quinzaine de procédures en cours, engagées en France et à l’étranger contre des journalistes ou des ONG pour « diffamation » ou « dénigrement ». Les signataires de la tribune soulignent que « ces poursuites systématiques visent à faire pression, à fragiliser financièrement, à isoler tout journaliste, lanceur d’alerte ou organisation qui mettrait en lumière les activités et pratiques contestables de géants économiques comme le groupe Bolloré ». Par ailleurs, la tribune précise que sur une vingtaine de procédures lancées par le groupe Bolloré contre des journalistes ou organes de presse ces dernières années, seules deux condamnations ont été prononcées, contre Libération pour la légende d’une photo et contre France Inter pour un reportage.
À la suite de la publication du documentaire de RSF en octobre 2021, Le système B. L’information selon Bolloré, la filiale du groupe Canal+ Nulle part ailleurs assigne aux prud'hommes son ancien journaliste Jean-Baptiste Rivoire pour sa participation au documentaire, l'accusant d'avoir rompu sa clause de silence. Cette assignation est considérée comme une nouvelle procédure bâillon lancée par Vincent Bolloré,. Lui et plusieurs de ses sociétés se désistent en janvier 2023 d'un procès pour diffamation à l'encontre des auteurs de Vincent Tout-Puissant, un livre sur ses « activités africaines » paru en 2018, trop précocement selon l'avocat des auteurs pour que la plainte qu'il estime être une procédure bâillon puisse être de nouveau jugée comme abusive, à l'instar de la première plainte intentée au civil.

### Affaire d'attribution de marché en Afrique de l'Ouest
Le 24 avril 2018, dans le cadre de soupçons de corruption autour de l'attribution de concessions portuaires en Afrique de l'Ouest, Vincent Bolloré est placé en garde à vue à Nanterre, à l'Office central de lutte contre la corruption et les infractions financières et fiscales (OCLCIFF) par les juges financiers Serge Tournaire et Aude Buresi. Il doit répondre à l'accusation de « corruption d'agent public étranger » et déterminer si le groupe Bolloré a utilisé ses activités de conseil politique, via sa filiale Havas, pour obtenir la gestion des ports de Lomé, au Togo et de Conakry, en Guinée. Ce dossier fait suite à une enquête préliminaire ouverte en juillet 2012 par le parquet de Paris, puis transférée au parquet national financier. Sont concernés également Gilles Alix, PDG du groupe Bolloré, et Jean-Philippe Dorent, responsable du pôle international de l'agence de communication Havas,.
Après 48 heures de garde à vue, Vincent Bolloré est mis en examen et déféré devant les juges, pour « corruption d’agent public étranger », « complicité d’abus de confiance » et « faux et usage de faux »,. Il encourt notamment dix ans de prison ferme et une amende d'un million d'euros. Il n’est cependant pas placé sous contrôle judiciaire.
En 2021, Vincent Bolloré reconnaît les faits de corruption qui lui sont reprochés. Aux termes d'une négociation de peine suggérée par le Parquet, il accepte de plaider coupable, moyennant quoi une amende de 375 000 euros sera requise. Toutefois, le tribunal judiciaire de Paris refuse de valider l'accord, ouvrant la voie à un procès en correctionnelle. En revanche, est homologuée la Convention judiciaire d'intérêt public aux termes de laquelle la société Bolloré SE est condamnée à une amende de 12 millions d'euros, calculée sur la base des bénéfices du groupe envisagés sur la concession portuaire de Lomé,.
Le 21 mars 2023, la chambre de l’instruction de la cour d’appel de Paris, saisie par la défense de Vincent Bolloré qui demandait l'annulation de l'instruction et de la mise en examen de son client, confirme que ce dernier sera bien présenté à un juge dans cette affaire de corruption. En revanche, la reconnaissance de culpabilité de Vincent Bolloré, qui pensait par cet aveu éviter un procès, est retirée du dossier.
En octobre 2023, Vincent Bolloré ainsi que ses co-accusés dans cette affaire, Gilles Alix et Jean-Philippe Dorent, se pourvoient en cassation pour demander l'annulation de toute la procédure au motif que leurs droits à la présomption d'innocence, à la loyauté de la procédure et à un procès équitable ne seraient pas respectés. Finalement, le 29 novembre 2023, la chambre criminelle de la Cour de cassation rejette ce pourvoi considérant que la présomption d’innocence des co-accusés n’a pas été violée par le refus d'homologation de leur reconnaissance de culpabilité.
Le 7 juin 2024, le Parquet national financier requiert un procès pour corruption active d'agent public étranger contre Vincent Bolloré, dans l'affaire des contrats portuaires en Guinée et au Togo.

## Cumul des mandats
En 2014, le gendarme de la bourse italien interdit à Vincent Bolloré de détenir des mandats sociaux en Italie durant 18 mois, dans le cadre d'une condamnation pour manipulation de cours lors de sa montée au capital de Premafin.
En 2016, l'Autorité des marchés financiers (AMF) constate que Vincent Bolloré est le seul dirigeant du CAC 40 à ne pas respecter ses recommandations en matière de cumul de mandats sociaux (3 maximum), celui-ci cumulant huit mandats d'administrateur dans des sociétés cotées, dont sept hors groupe Bolloré (Financière de l'Odet, Bolloré, SOGB, Socfinaf, Socfin, Socfinasia, Safa).

## Fortune
Le tableau suivant montre l'évolution récente de la fortune professionnelle de Vincent Bolloré et de sa famille :
| Année | Montant (millions d'euros) | Source     | Commentaires          |
| ----- | -------------------------- | ---------- | --------------------- |
| 2007  | 4 317                      | Challenges |                       |
| 2008  | 2 976                      | Challenges |                       |
| 2009  | 2 195                      | Challenges |                       |
| 2010  | 2 900                      | Challenges |                       |
| 2011  | 3 800                      | Challenges |                       |
| 2012  | 3 610                      | Challenges | 11e fortune de France |
| 2013  | 8 055                      | Challenges |                       |
| 2014  | 9 956                      | Challenges |                       |
| 2015  | 11 140                     | Challenges | 9e fortune de France  |
| 2016  | 7 200                      | Challenges |                       |
| 2017  | 7 700                      | Challenges |                       |
| 2018  | 7 800                      | Challenges |                       |
| 2019  | 7 300                      | Challenges |                       |
| 2020  | 5 700                      | Challenges | 17e fortune de France |
| 2021  | 8 200                      | Challenges | 14e fortune de France |

Le magazine Forbes le classe 538e fortune mondiale et 20e fortune française en 2020, avec environ 4,5 milliards de dollars. En avril 2021, il est classé 538e mondiale et 14e française avec 5,8 milliards d'euros.

## Distinctions et récompenses
- Commandeur de la Légion d'honneur (décret du 10 avril 2009)[185], officier du 31 décembre 2003, chevalier du 24 octobre 1995.
- Commandeur de l'ordre du Mérite ivoirien, décerné par le président Laurent Gbagbo[186].
- Grand officier de l'ordre national (Côte d'Ivoire)[187].